# 柏林站 (武汉)

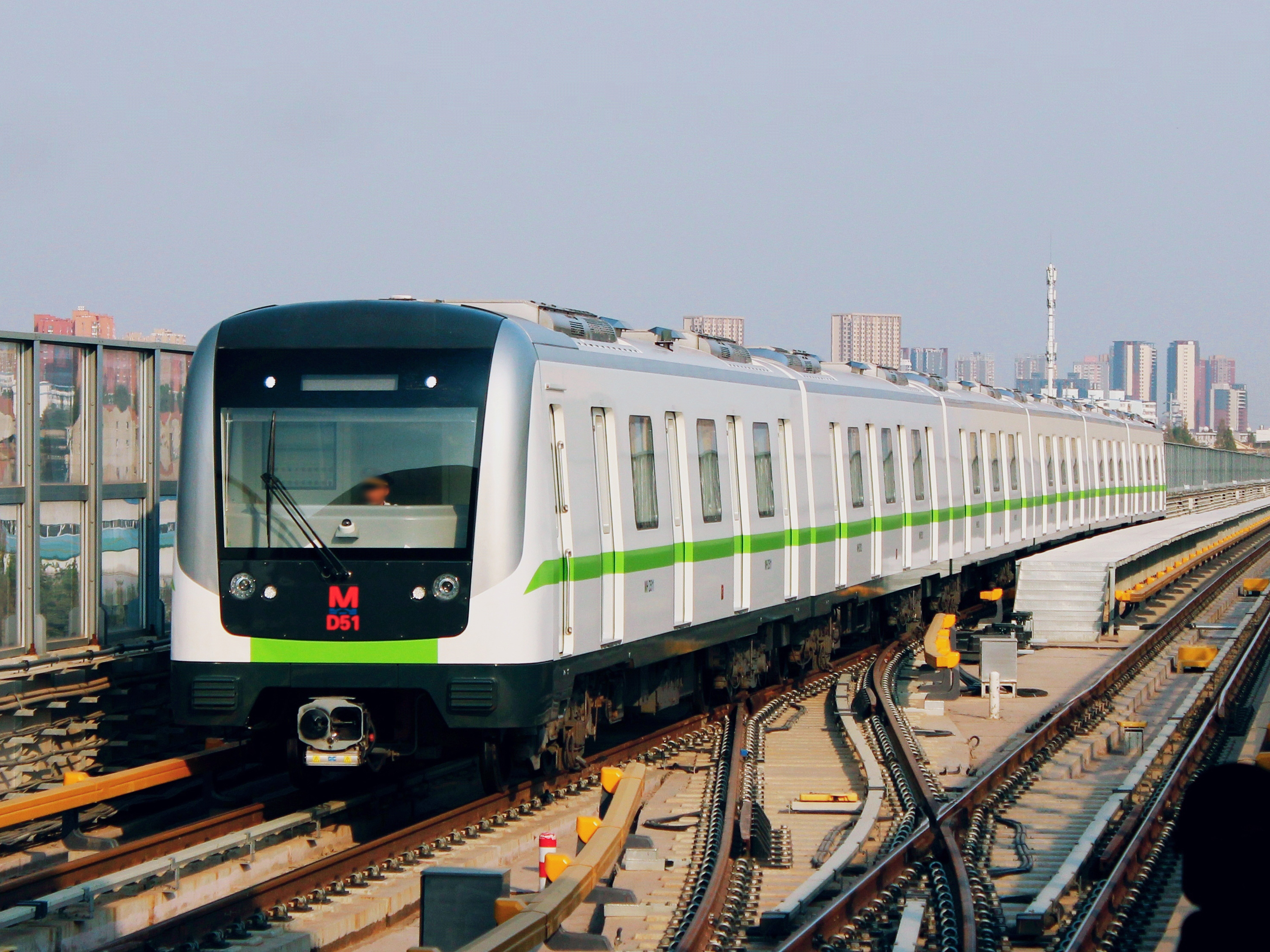
进入站内的4号线列车

柏林站（武漢話：pɤ²¹³ nin²¹³ ʦan³⁵）是武汉轨道交通4号线的西端终点站，位于武汉市蔡甸区蔡甸大街柏林镇段上空，为高架车站。本站在2019年9月25日随轨道交通蔡甸线工程开通而启用。
該站与车站西南侧的柏林停车场接轨。

## 车站構造
本站共设有三层，地面为各出入口，附近为蔡甸大街及周边建筑；地上二层为站厅；地上三层为站台。

### 楼层分布
| 地上三层 | 侧式站台，右侧开门 | 侧式站台，右侧开门             | 侧式站台，右侧开门 | 侧式站台，右侧开门 |
|          |                    | █ 4号线 终点站 下客站台        |                    |                    |
|          |                    | █ 4号线 往武汉火车站（新庙村） |                    |                    |
|          | 侧式站台，右侧开门 |                                |                    |                    |
| 地上二层 | 站厅               | 售票机、客服中心、安检设施     |                    |                    |
| 地面     | 地面               | 出入口                         |                    |                    |

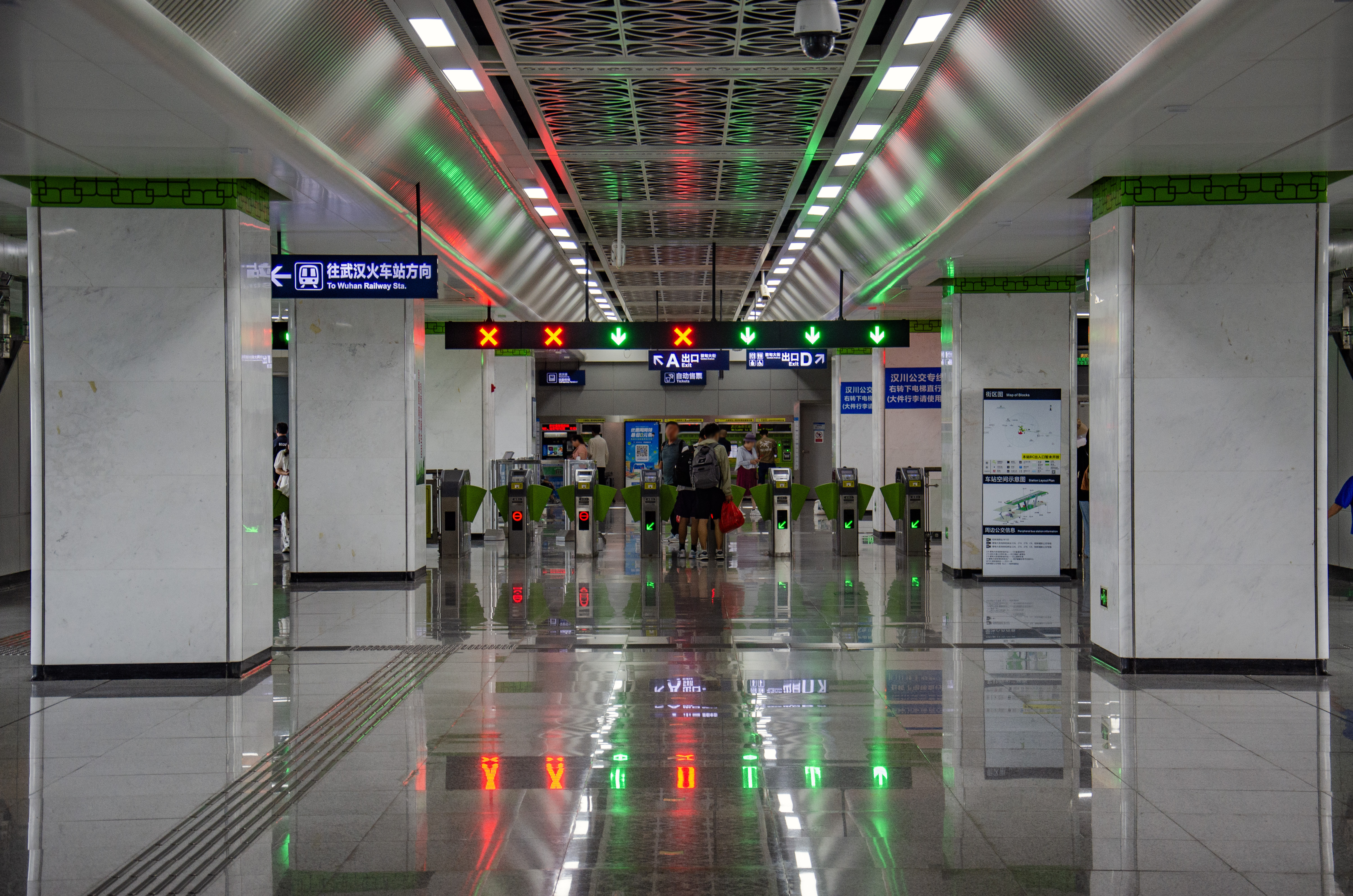
站厅层
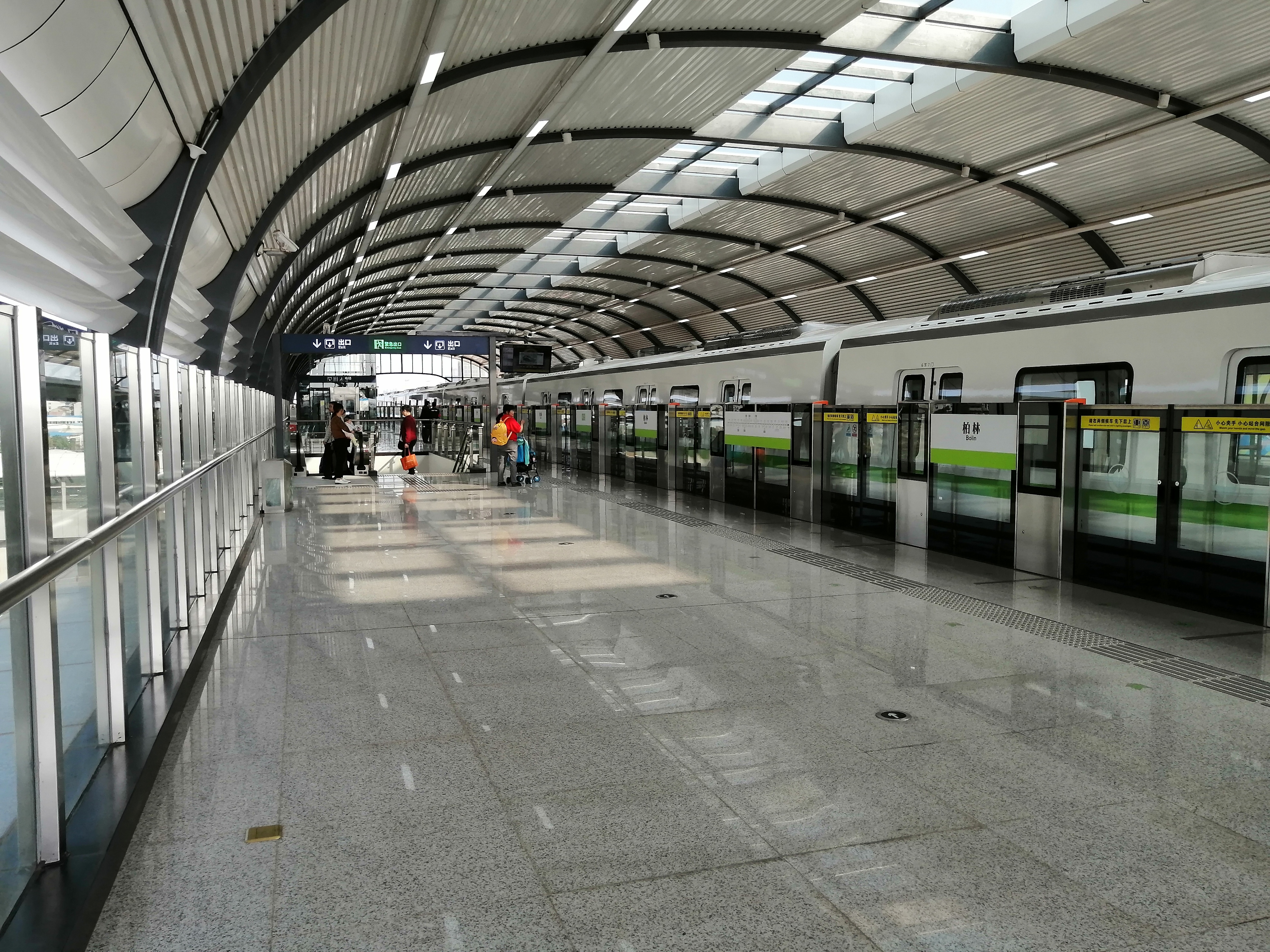
清客站台
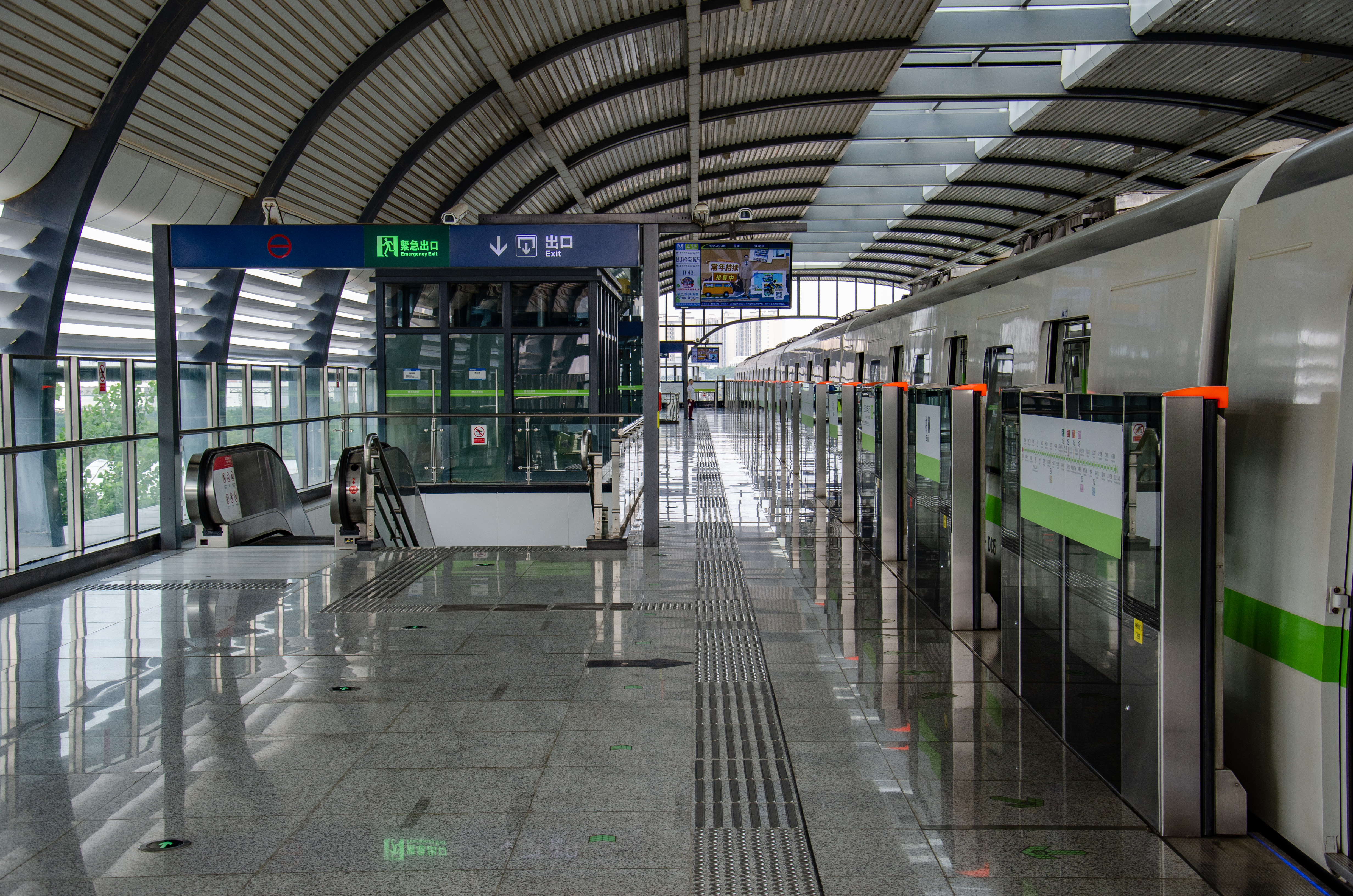
往武汉火车站方向站台
2019年10月的柏林站A出口，此时英文站名仍为「Bolin Station」

### 车站出口
|                                                 |            |      |  |
| 出口編號                                        | 設施       | 照片 |  |
| A                                               |            |      |  |
| B                                               | （未开放） |      |  |
| C                                               | （未开放） |      |  |
| D₁                                              |            |      |  |
| D₂                                              |            |      |  |
| 注： 設有升降機 \| 設有輪椅升降台 \| 設有洗手間 |            |      |  |

## 英文名争议
该站汉字写法“柏林”与德国首都“柏林”一致，且该站在启用初期车站英文命名为“Bolin Station”，与德国首都“柏林(Berlin)”读音相似，且汉语中“柏(bó)林”一词只有德国首都一个寓意，因此被乘客调侃“武汉地铁开往德国首都”。
蔡甸区民政局解释称：“柏”字普通话读音为“bǎi”，寓意“柏树林”，该地名已有300年历史；而在地方语言（武汉话）中，“柏”字读作 /pɤ(213)/，音“biē”或“bér”，从尊重地方文化角度考虑，“柏(bó)林”更为相近。蔡甸区建设局就此向地铁集团去函说明，随后在2019年9月29日，武汉地铁集团在武汉城市留言板中回复网友建议时指出，应有关部门要求，结合公司调查情况，现已明确对柏林站翻译进行调整，调整后翻译为“Bailin Station”，相关导向标识及语音播报将逐步进行更换。

## 鄰近地點
柏林社区

## 运营信息
- 4号线首末班车时间

### 内部链接
- 武汉地铁车站列表